# Vittorio Borghesi
Vittorio Borghesi (Colonnata di Mercato Saraceno, 28 settembre 1921 – Bologna, 26 marzo 1982
) è stato un musicista italiano; fisarmonicista, compositore e capo orchestra, è considerato una delle figure preminenti del Liscio romagnolo.

## Biografia

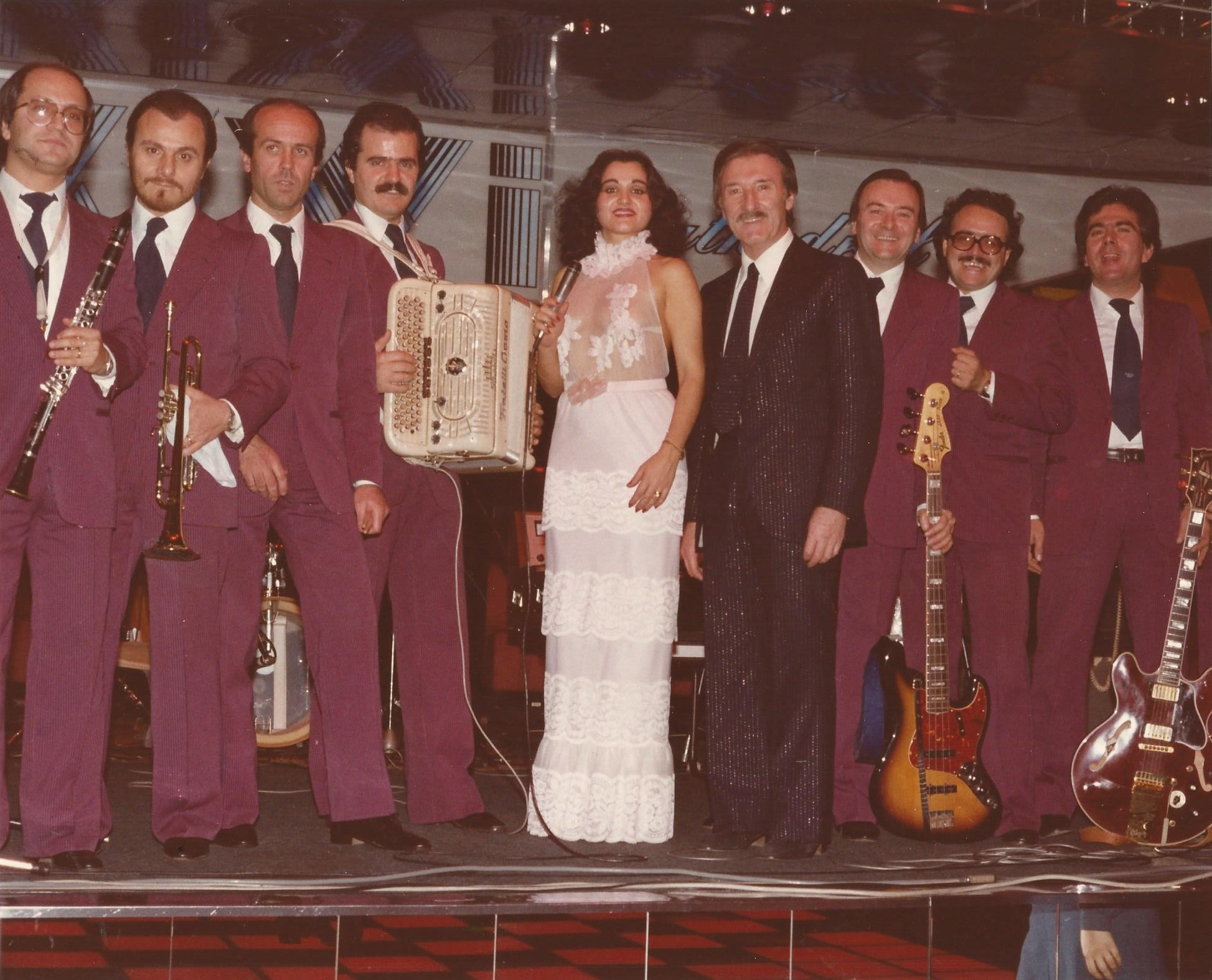
L'Orchestra di Vittorio Borghesi. Al centro, Roberta Cappelletti.

Vittorio Borghesi con la moglie Rosa Baldi e il figlio Claudio.

Nasce in una famiglia di contadini in un paese dell'Appennino cesenate. Il padre Ernesto è appassionato di musica: suona la fisarmonica (stessa passione del nonno) e il clarinetto. Anche Vittorio intraprende, giovanissimo, lo studio della fisarmonica. A nove anni è già padrone dello strumento. Per motivi economici i genitori sono costretti ad emigrare in Francia, dove il padre va a lavorare come minatore. Qui Ernesto si fa apprezzare come musicista suonando per gli emigranti italiani nelle serate di tempo libero. Qualche anno dopo viene raggiunto da Vittorio.
Nel 1938 la famiglia è costretta a rientrare in Italia a causa dell'ostilità crescente tra Francia e Italia. Nell'Appennino è difficile trovare lavoro: la famiglia punta su Vittorio, che diventa la maggiore fonte di sostentamento. Le prime orchestre in cui lavora sono quelle di Egidio Araldi e la “Biguzzi-Lanzoni”, di Renato Biguzzi ed Augusto Lanzoni. Nel 1939 è chiamato da Secondo Casadei per l'incisione di due brani, Pattinaggio e Ricordi: è già conosciuto come fisarmonicista solista. Nel 1940 suona ogni pomeriggio negli studi dell'Eiar di Bologna in un programma di musica folkloristica romagnola. Suona anche per un Carro di Tespi. Nel 1940 si trasferisce a Roma; lavora in alcune compagnie di avanspettacolo. Nel 1941 è chiamato alle armi: raggiunge Trieste, dove deve prestare servizio nella Guardia alla frontiera. Ha l'idea di portarsi dietro la fisarmonica. La musica gli è d'aiuto: entra nella banda musicale del reggimento, della quale assume in breve tempo il comando. Dopo l'8 settembre 1943 è tra i soldati che cercano di tornare a casa. Viene fatto prigioniero e rinchiuso in un campo di detenzione, dapprima in Italia, poi in Algeria. Riesce a formare un'orchestra con altri prigionieri di guerra: suona per le forze armate britanniche di stanza nella capitale Algeri.
Nell'immediato dopoguerra crea la sua prima formazione, il quartetto “Armony”. Nel 1946 entra a far parte della grande orchestra di Cinico Angelini. Ha così l'occasione di suonare nei grandi teatri e in grandi spettacoli, con attori protagonisti come Renato Rascel.
L'anno seguente ritorna in Francia, dove l'attendeva la fidanzata Rosa Baldi, che sposa. Nel Paese transalpino suona in un'orchestrina da lui formata; si firma “Victor Borghesi”. Nello stesso periodo si iscrive alla Società Autori Francesi come compositore. Apre una scuola di musica che sforna talenti: sette allievi conseguono la medaglia d'oro a un concorso per fisarmonica. Nel 1951 nasce il figlio Claudio. L'anno dopo Vittorio ritorna in Italia ed entra nell'orchestra “Scintilla” di Cesena. Il 1º settembre 1952 entra a far parte dell'Orchestra Casadei. Il bisogno però di esprimersi liberamente lo induce, otto mesi dopo, a dar vita a un’orchestra tutta sua. Il debutto avviene il 1º maggio 1953 all’arena di Torre del Moro di Cesena. Successivamente parte per il Centro e Nord Europa. Suona nei locali da ballo in Germania, Austria, Paesi Bassi e Danimarca, dove riscontra finalmente il successo sperato. Dal 1955 il clarinettista Orfeo Gulmanelli diventa un elemento fisso dell'orchestra. Il sodalizio artistico tra Gulmanelli e Borghesi durerà per ben venticinque anni.
Dopo dieci anni all'estero, Borghesi decide di cambiare. Lascia i contratti con le sale da ballo per tornare in Italia a suonare nelle piazze, a contatto diretto col pubblico. Nel settembre 1964 debutta la nuova orchestra. Nello stesso anno Borghesi pubblica il suo primo disco LP dal titolo Cuore romagnolo. L'orchestra è talmente affiatata che basta un giorno per incidere tutti i brani, che vengono registrati dal vivo. Nel 1967 si classifica al terzo posto al Festival della canzone dialettale romagnola «E' Campanon» di Cesena con Ritratt d'Rumâgna e nello stesso anno incide l'inno alla sua città d'adozione: Cesena mia.
Negli anni successivi entrano nell'orchestra il tastierista Sergio Facchini e i cantanti Palma Calderoni (1968), Mauro Carlini ed Elena Sassi (1969-70). Nel 1968 scrive la musica del primo inno dell'A.C. Cesena. Nel 1973 le sue incisioni entrano nel catalogo della prestigiosa etichetta Fonit-Cetra. Nello stesso anno nascono l'agenzia DGB (Di Gianni-Borghesi) e il Gruppo Orchestre Borghesi. Il marchio “Borghesi” ha una filiazione, segno che l'attività conosce una fase di espansione: si formano il «Gruppo 2 Borghesi» (guidato da Bruna Lelli) e i «Cadetti di Borghesi» (condotti da Primino Partisani). Nel 1973 entra nell'orchestra la giovane Roberta Cappelletti; lascia l'anno dopo per riprendere in grande stile nel 1979. Nel 1975 l'orchestra raggiunge la finale di Un disco per l'estate, manifestazione cui partecipano i migliori artisti italiani. Nello stesso anno partecipò al programma Lui lei l'altro e il Liscio, condotto da Ettore Andenna e Bruna Lelli e trasmesso nel secondo canale della Rai il 25 febbraio 1975. Alla fine della stagione estiva 1975 Vittorio Borghesi cominciò a manifestare problemi di salute. La sua attività continua frenetica come sempre. Nel 1977 l'Orchestra Borghesi appare in tv nel programma di Capodanno in diretta su Rai 1 dalla Bussola Domani di Viareggio.
Nel 1981 Vittorio Borghesi riceve il premio «Pro Cesena per la musica».
Muore a Bologna il 26 marzo 1982.

## Formazioni dell'Orchestra Vittorio Borghesi
Formazione del 1954
Vittorio Borghesi, fisarmonica e capo orchestra

Adelmo Croci, clarinetto

Paolo Gualdi, pianoforte

Ernesto Senni, contrabbasso

Graziella Poletti, cantante

Gino Bordoni, cantante.
Formazione del 1959
Vittorio Borghesi, fisarmonica e capo orchestra

Franco Balestra, tromba (poi Germano Mariani)

Enrico Maestri, batteria

Giancarlo Mazzoni, contrabbasso

Augusto Oleandri, pianoforte (poi Pasquale Vincenzi)

Orfeo Gulmanelli, sassofono

Rosella Giusti, cantante.
Formazione del 1964
Vittorio Borghesi, fisarmonica e capo orchestra

Roberto Franceschelli, batterista-fantasista-presentatore-cantante

Dino Ceredi, pianoforte

Assunto Carloni, bassista-cantante

Orfeo Gulmanelli, sax e clarinetto

Delia Cenni, cantante

Tano De Luigi, cantante.

Due anni dopo entra Primino Partisani (Sogliano, 1945), come secondo fisarmonicista e paroliere; lo stesso Partisani chiama l'amico Ezio Tozzi, chitarrista e bassista
Formazione del 1979
Vittorio Borghesi, fisarmonica e capo orchestra

Roberta Cappelletti, cantante

Carlo Angelotti, cantante

Orfeo Gulmanelli, sax e clarinetto

Giulio Chiappinelli, clarinetto, sax e flauto

Salvatore Palumbo, batteria

Pasquale Carloni, basso

Lillo Fresta, tromba e trombone

Mauro Di Tante, tromba e trombone

Edmondo Comandini, fisarmonica e sax baritono

Ezio Monti, pianoforte

Ezio Tozzi, chitarra
Dopo la morte del maestro, gli ex colleghi aprirono una società e proseguirono l'attività con successo. L'Orchestra Borghesi continuò ad esibirsi per 29 anni, fino al 30 novembre 2011.

## Intitolazioni

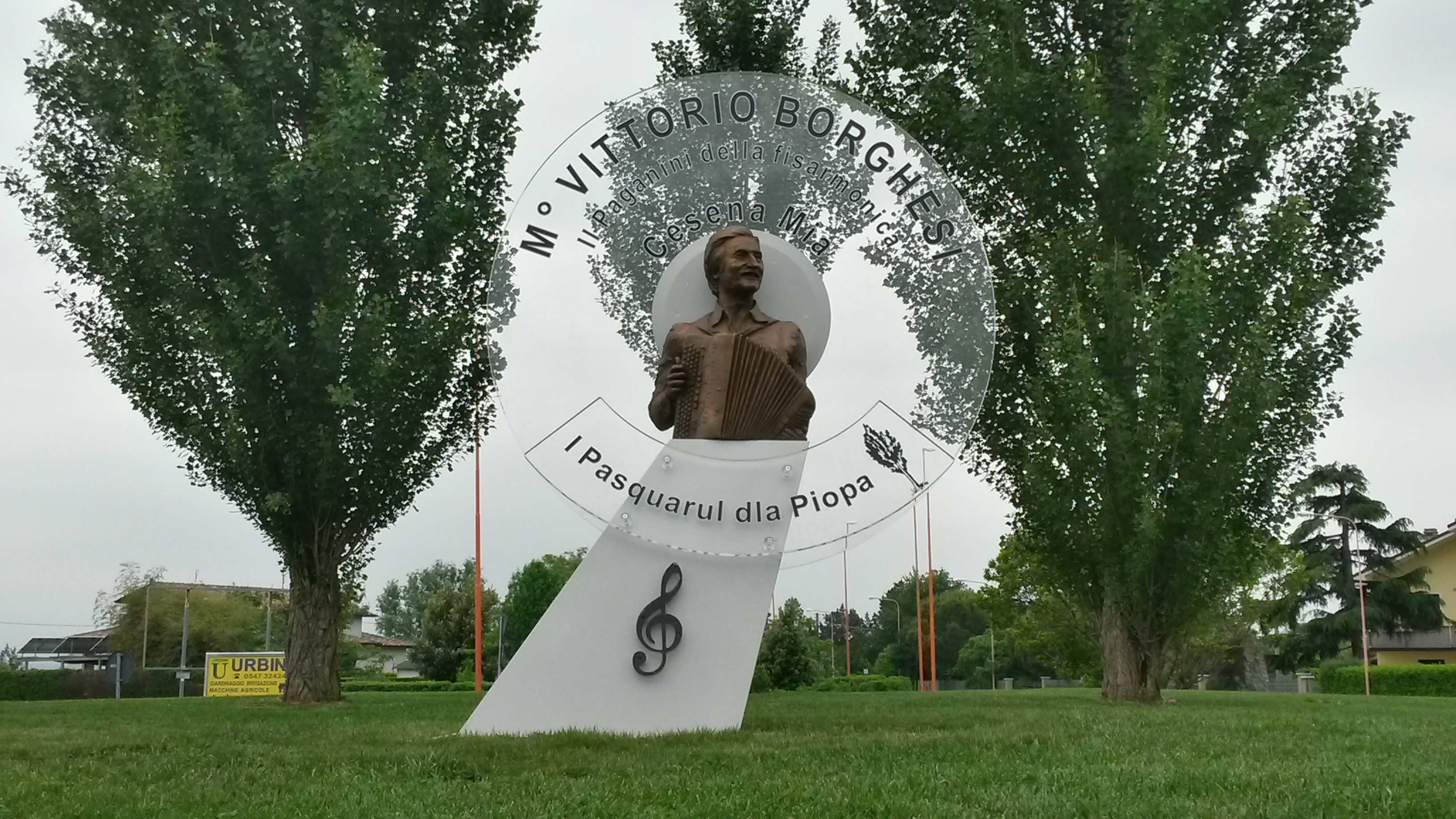
Monumento a Vittorio Borghesi (Pioppa di Cesena)

Dopo la sua morte il maestro di ballo Gianpiero Cicognani, che accompagnava gli spettacoli con il suo corpo di ballo, ha fondato il “Trofeo Borghesi”, gara di ballo con le musiche del maestro. Nel 2019 ha raggiunto la 36ª edizione.
A Vittorio Borghesi è stata intitolata una strada a Diegaro di Cesena (1996) e a Mercato Saraceno (località Ca' d'Antonello, 2007). Alla rotonda di Pioppa di Cesena è stato eretto un monumento in suo onore. L'opera è costituita da un busto in bronzo (riproduzione di un'analoga opera in terracotta realizzata da Tito Neri nel 1980) completato dalla sagoma in plexiglas di un disco 45 giri (2015).

## Discografia essenziale

### 33 giri
- (1964) Cuore romagnolo (Jaguar Records) (contiene Primavera romagnola e La bella romagnola)
- (1966) Vecchia Romagna (Premier)
- (1969) E... allora balla (Premier)
- (1973) Emilia Romagnola (Romagna Folk, ripubblicato da Cetra)
- (1974) La mia valle (Premier, ripubblicato da Cetra)
- (1974) Corrida romagnola (Cetra)
- (1975) Ma sì ma no (Cetra)
- (1976) Una storia... (Cetra)
- (1977) Fuori porta (Fonit Cetra)
- (1977) Balera club (Fonit Cetra)
- (1978) Paese mio (Durium Start)
- (1979) Alla vecchia maniera (Durium Start) (contiene “La spinta”)
- (1980) Ritorna gioventù (Durium Start)
- (1982) Nozze d'oro (Durium Start)
- (1983) Dedicato a te (Durium Start)

### 45 giri
- La bella romagnola / Bianchina (Jaguar Records)
- Cesena mia / Alto Savio (Jaguar Records)
- Primavera romagnola / Zingara (Jaguar Records)
- Dondolo / Cielo azzurro (Jaguar Records)
- Nostalgia romagnola / Campanella (Jaguar Records)
- Vecchi ricordi / Ballerina dai... (Jaguar Records)
- Emilia Romagnola / La polca rumagnola
- La bêla frutaröla / Supersonica 2000 (Romagna Folk)
- Sandalo cinese / Su la gamba (Romagna Folk)
- Bambina non piangere / Alla Rossini (Romagna Folk)
- Cuore romagnolo / La spigadora (Premier)
- Sandalo cinese / Su la gamba (Premier)
- Ritornerò / Arcobaleno (Premier)
- Forza Cesena / La mi prëma murosa (Premier)
- Mister clarino / Stramigliavacca (Premier)
- Pensione Belinda / Delia Sprint (Premier)
- E... allora balla / Senza rete (Premier)
- Vacanze in Romagna / Come una rosa bianca (Premier)
- Vecchia Romagna / La bugiarda (Premier)
- La mazurca del cucù / Passione mia (Cetra)
- La mia valle / Ricciolona (Cetra)
- Senso unico / La tangenziale (Cetra)
- Corrida romagnola / Liscio a Madrid (Cetra)
- (1975) Ma sì ma no, incisa da Carlo Angelotti e Delia Cenni (Cetra)
- (1975) Una storia d'amore / Come Rigoletto (Cetra)
- (1976) Febbre d'agosto / Dolce far niente
- (1977) Come un eco d'amor
- (1978) Fuori porta
- (post 1978) Paese mio
- (post 1978) Discoliscio
- (post 1978) Alla vecchia maniera